# Thomas Whitfield Davidson
Thomas Whitfield "Whit" Davidson, född 23 september 1876 i Harrison County i Texas, död 26 januari 1974 i Dallas i Texas, var en amerikansk demokratisk politiker. Han var viceguvernör i delstaten Texas 1923–1925.
Davidson var stadsåklagare i Marshall, Texas 1907–1914. Han blev 1920 invald i delstatens senat och två år senare valdes han till delstatens viceguvernör. Han tjänstgjorde som viceguvernör under guvernör Pat Morris Neff. Lynch Davidson hade varit viceguvernör under Neffs första mandatperiod som guvernör.
Franklin D. Roosevelt utnämnde 1936 Thomas Whitfield Davidson till en federal domstol med jurisdiktion över norra Texas. Davidson var domstolens chefsdomare 1954–1959.